# Milan Mandarić
Milan Mandarić (serbiska: Милан Мандарић), född 5 oktober 1938 i Vrebac (nära Gospic) i regionen Lika, Jugoslavien, är en serbisk-amerikansk affärsman, känd för sitt innehav av flera fotbollsklubbar.

## Karriären som affärsman
Mandarić växte upp i staden Novi Sad i Jugoslavien. 21 år gammal tog han över sin fars mekaniska verkstad som sålde reservbildelar. Fem år senare var företaget det i ekonomiskt hänseende största företaget i landet. Detta accepterade inte kommunistledningen och försökte därför dämpa dess framgång. Mandarić skrämdes av tanken att företag kunde stoppas och år 1969 flydde han till USA. Mandarić hade dock ont om pengar, så han skaffade sig ett arbete på ett it-företag i Kalifornien. Mandarić visade att han var en duktig affärsman och företaget anställde honom som chef tillsammans med två andra. Dock blev det flera tvister om hur företaget skulle drivas och Mandarić avslutade sin anställning för att starta sitt eget it-företag 1971. Snabbt blev företaget det största i USA och Mandarić sägs vara en av grundarna av it-staden Silicon Valley. År 1976 blev Mandarić amerikansk medborgare. Mandarić sålde företaget 1980 och startade ännu ett nytt företag som utvecklade telefoniprodukter. Detta företag köpte sedan det ännu större företaget Sanmina-SCI Corporation som idag är ett av världens största it-företag.

## Ägandet av fotbollsklubbar
Ett av Mandarićs intressen är fotboll och han har ägt flera fotbollsklubbar i USA, Belgien, Frankrike och England.
Klubbar som Mandarić ägt:
- St. Louis Storm (inomhusfotboll)
- F.C. Lika
- San Jose Earthquakes
- Connecticut Bicentennials (efter det Oakland Stompers, sedan East Bay)
- R Charleroi SC
- OGC Nice
- Portsmouth

Klubbar som Mandarić äger nu:
- Leicester City